# Lebrecht Grabau

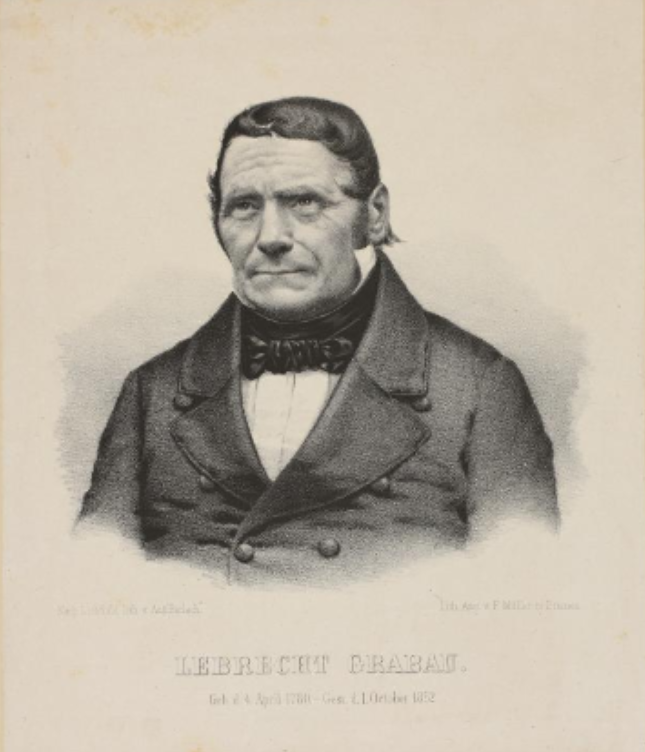
Johann Christian Lebrecht Grabau (1780–1852), Lithografie von August Barlach, nach 1852

Johann Christian Lebrecht Grabau (* 4. April 1780 in Köthen; † 1. Oktober 1852 in Bremen) war ein deutscher Gesangslehrer und Organist. Er war Vater der Sängerin Henriette Grabau und des Malers Johann Christian Lebrecht Grabau sowie des Cellisten Andreas Grabau.

## Biografie
Grabau nahm 1800 eine Stelle als Lehrer und Organist im Blauen Waisenhaus in Bremen an, ab 1807 arbeitete er als Lehrer und Organist an der Kirche St. Remberti und ab 1826 an Unser Lieben Frauen in Bremen. 

1811 gründete er den Grabau’schen Singverein, der in der Musikkultur Bremens zu einer bedeutenden Einrichtung wurde, neben der Bremer Sing-Akademie, unter der Leitung von Wilhelm Friedrich Riem, und den Unions-Concerten, unter der Leitung von Karl Friedrich Ochernal. Auf Kosten des Singvereins wurde eine Orgel in Verbindung mit einem Terpodion angeschafft, Instrumente, von denen aus Grabau den Chor dirigierte. In den 1820ern arbeitete er auch zeitweilig mit dem Bremer Musikdirektor Karl Friedrich Ochernal zusammen. Mit ihm organisierte Grabau in dem Kramer-Amtshaus in Bremen regelmäßige Konzerte in den Wintersaisons bis 1822.

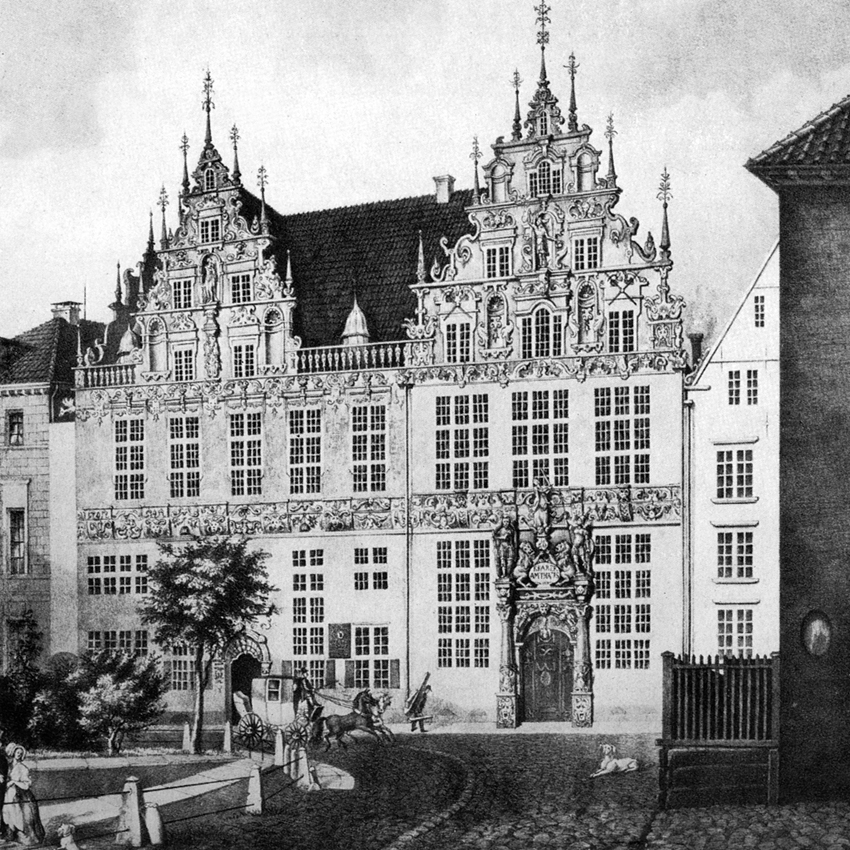
Lithographie des Wandschneiderhauses (damals Kramer-Haus) in Bremen nach einer Zeichnung von F. W. Kohl von 1845

## Familie
Johann Christian Lebrecht Grabau heiratete 1804 Margarethe Anna Adelheid († 1827), geborene Arensberg. Aus der Ehe gingen folgende Kinder hervor, die alle bekannte Künstler oder Musiker wurden:
- Eleonore Henriette Magdalena Grabau (* 29. März 1805 in Bremen; † 28. November 1852 in Leipzig), Mezzosopranistin, ab 1843 erste Lehrerin am Leipziger Konservatorium
- Georg Christian Grabau (1806–1854), Organist in Verden
- Adelheid Grabau (1807–1885), Konzertsängerin in Bremen und Leipzig
- Andreas Grabau (1808–1884), auch Johann Andreas Grabau, Cellist im Leipziger Gewandhausorchester[4]
- Christian Grabau (1810–1874), Maler und Radierer[Anm. 1]
- Maria Grabau (1812–nach 1849), Konzertsängerin[4]

Als Sohn des Malers Christian Grabau wurde zudem der spätere Zivilingenieur, Erfinder und Aluminium-Unternehmer Ludwig Grabau am 6. Mai 1848 in Bremen geboren († 1915). In zweiter Ehe war Lebrecht Grabau ab 1830 mit Adelheid Knust († 1861) verheiratet.